# Trastorn delirant
El trastorn delirant és una condició mental psicòtica que inclou mantenir una o més idees irracionals en absència de qualsevol altra psicopatologia significativa. En particular, la persona amb trastorn delirant no ha complert mai els criteris per a l'esquizofrènia i no té al·lucinacions marcades, encara que també pot representar al·lucinacions tàctils o olfactives, si aquestes estan relacionades amb el tema del deliri.
Una persona amb trastorn delirant pot ser bastant funcional i no tendeix a mostrar un comportament estrany, excepte com a resultat directe de la idea delirant. No obstant això, amb el temps, es pot aguditzar i afectar la seva vida diària.
El terme paranoia va ser utilitzat prèviament en psiquiatria per a denominar el que ara es diu trastorn delirant. L'ús psiquiàtric modern de la paraula paranoia és subtilment diferent, però actualment rares vegades es refereix a aquest diagnòstic específic.

## Indicadors d'un deliri[1]
1. El pacient expressa una idea o una creença amb una persistència o força inusual.
2. Aquesta idea sembla exercir una influència excessiva, i la seva vida s'altera habitualment fins a extrems inexplicables.
3. Malgrat la seva convicció profunda, habitualment hi ha un cert secretisme o sospita quan es qüestiona el pacient sobre el tema.
4. L'individu b-bi té sentit d'humor i éshipersensible respecte a la seva creença delirant.
5. Té un caràcter de centralitat: independentment de com d'improbables siguin les coses que li passen, el pacient els accepta sense gairebé qüestionar-les.
6. Si algú contradiu la seva creença, això pot suscitar una forta reacció emocional, sovint amb irritabilitat i hostilitat.
7. La creença és, si més no, improbable i d'acord amb l'origen social, cultural i religiós del pacient.
8. La idea delirant ocupa una gran part del temps del pacient, i aclapara altres elements de la seva personalitat.
9. El deliri, si s'exterioritza, sovint condueix a comportaments anormals i fora de lloc, encara que comprensibles si es coneixen les seves creences delirants.
10. Les persones que coneixen el pacient troben que la seva conducta i creences són totalment estranyes.

## Deliris
- Deliri erotomaníac (vegeu erotomania): deliri en què una altra persona, normalment d'un estatus superior, està enamorat de l'individu.
- Deliri de grandiositat: deliri en què l'individu té un talent extraordinari, poder, coneixement, o una relació especial amb una deïtat o una persona famosa.
- Deliri celotípic: deliri en què el company sexual de l'individu li està infidel.
- Deliri persecutori: deliri en què la persona (o algú proper) es sent com si fos tractat amb mala intenció: espiada, enverinada, perseguida, etc.
- Deliri somàtic: la persona s'imagina tenir algun defecte físic o alguna malaltia, olors fortes, paràsits, etc.

També es pot donar un diagnòstic de deliri mixt o no especificat 